# 紋章記述
紋章記述（もんしょうきじゅつ、英: Blazon、ブレイズンまたはブレイゾン）は、紋章学と旗章学において最も頻繁に用いられる、紋章または旗の図柄の正式な説明文である。紋章描写とも訳される。これを一定の規則に従って解釈することで、紋章を描いた紙を含むあらゆる媒体や旗が失われていたとしても、後世の者が適切なイメージを造るか、再建することができる。現代の用途においては、より正確に幾何学的な指定を用いることで旗の図柄を定義することが多くはなったが、本来であれば、紋章又は旗はその紋章記述の言い回しによって以外、つまり図面を主として定義されることはない。
紋章記述を意味する Blazon という単語は、紋章を記述することに特化された共通言語を意味する名詞として用いられると同時に、動詞として、そのような説明を書くという行為のことも指す。紋章以外の他の物、例えばヘラルディック・バッジ、旗及びシールも、紋章記述で記述されることがある。

## 文法
紋章記述は厳格な公式に従って行われる。紋章の図柄を説明するあらゆる記述は、フィールド（背景）を記述することから始める。大多数のケースでは、Azure のような1つのティンクチャーで始まる。次に、主要なチャージの名前を記述し、そのチャージをどのようなティンクチャーにするかの記述を続ける。例えば、a bend Or （金色のベンド）などである。主要なチャージの後に、その周囲、又は、その上に置かれるあらゆるチャージを続けて記述することができる。
複合シールドは一度に記述された1枚のパネルであり、記述はチーフ（頂部）からベース（底部）に向かって列を記述し、各列の中でデキスター（シールドを持つ者から見て右側）からシニスター（同じく左、向かって右）への、すなわち向かって左からの右へ進行する。
紋章記述は、必ずしもチャージの大きさや配置する位置を厳密に定めるものではないため、それに基づいて図面に起こされた紋章は、描く者によって多くの異なる方法で描かれうる。具体的には、チャージが紋章記述に矛盾しない程度に若干大きかったり小さかったり、間隔が広かったり狭かったりといった具合である。更に言えば、シールドの形は大抵の場合重要ではない。この既知の事実は、ちょうど「A」という文字を様々な異なるフォントで印刷してもやはりそれは「A」という文字であるということとまったく同様と見なすことができる。
イギリスの役人が書類をフランス語で記述したころに紋章学が発達したため、イギリスの紋章学の多くの用語はフランス語が起源である。また、通常英語では形容詞を名詞の前に置くが、紋章記述ではフランス語の語順に基づくため、古来より大部分の形容詞を名詞の後に置く習慣がある。

### 記述例
紋章記述の記述例をもとに、文法と紋章の図柄への対応を順番に示す。なお、今回の例に挙げている紋章は、実在する紋章をもとにして作成したものである。
|   | 紋章記述と解説 | 紋章 |
| - | --- | ---- |
| 1 | Azure. まず、紋章の背景となるフィールドの色を指定する。通常、1色のティンクチャーを用いる。 |      |
| 2 | Azure, a bend engrailed Argent. 次に、主要なチャージを記述する。この場合は、チャージの輪郭にギザギザ模様を付けるエングレイル (engrailed) を施したアージェントのベンドである。 engrailed のようなチャージに対する修飾はチャージの名前の後に置く。 |      |
| 3 | Azure, a bend engrailed Argent between two bends Argent. その他のチャージを配置していく。この場合は、更に直線の一般的なアージェントのベンドを2つ配置している。 between という記述を用いることで、直前のチャージをはさむように2つのチャージを配置することを意味する。はさまれるチャージを中心として左右（上下）対称に同数のチャージを配置する場合でないと between という記述は用いることができない。非対称にする場合は、in chief や in base などを用いて、中心とするチャージのどちら側に何個配置するのか明確に指定しなければならない。 |      |
| 4 | Azure, a bend engrailed Argent between two bends Argent both charged with a bendlet Azure. 上で追加したベンドに更にベンドレットを重ねる。チャージにチャージを重ねる場合は charged with という記述をよく用いる。 both という記述で、2つのベンドの両方に同様にチャージを重ねることを指示している。ベンドレットはベンドの約半分ほどの幅のベンドのことであり、下になっているチャージよりも細いチャージを配置したため、下のチャージが縁取りのように残って見える。ベンドレットがフィールドの色と同じであるため、この場合、アージェントの細いチャージを2つずつ配置したように見えてしまうが、紋章記述上ではあくまでも2つのチャージを重ねることによってできる紋様と解釈される。なお、仮に細いチャージを2つずつ配置して見た目を同じようにした場合でも紋章記述は異なるので、それらは紋章学上は別の紋章として扱われることに注意しなければならない。 |      |
| 5 | Azure, on a bend engrailed between two bends Argent both charged with a bendlet Azure a rose gules barbed and seeded proper. 主要なチャージにバラのチャージを重ねる。上と同様に charged with を用いても良いが、主要なチャージの前に on と記述することでその代替としたり、他の記述と混乱してしまったりしないようにする。なお、 proper とは「自然色」と解釈し、紋章学で一般的に用いられるティンクチャーにとらわれずに自然界に存在する色をそのまま使用せよ、という意味である。バーベッド (barbed) は、バラの花弁の間に花弁とは異なる色の葉をつけることを意味し、シーデッド (seeded) は同様に花弁の中央の実に花弁と異なる色をつけることを意味する。この場合、バラの葉に緑、実に黄色を用いている。 |      |
| 6 | Azure, on a bend engrailed between two bends Argent both charged with a bendlet Azure a rose gules barbed and seeded proper between two square billets also Azure. 最後に、バラの両脇に正方形のビレット (billets) を置く。この場合もチャージが2つなので、 between という記述で直前のバラを中心に左右対称にエングレイルされているベンドの上に配置している。また、特に断らない限り、ベンドの上に配置されたチャージはベンドと同じ方向に傾けて配置するのが通例である。 |      |

## 複雑さ
シールド全体の説明の複雑さは、わずかに1語から複数のシールドを統合した複合シールドを記述している入り組んだ長大な紋章記述まで千差万別である。
- ブルターニュ（フランス）の紋章
Ermine

ブルターニュ

Azure, a bend Or.

- 次の紋章記述をめぐって、スクループ家 (Scrope) とグローブナー家 (Grosvenor) は有名な法廷闘争を行った。
Azure, a bend Or

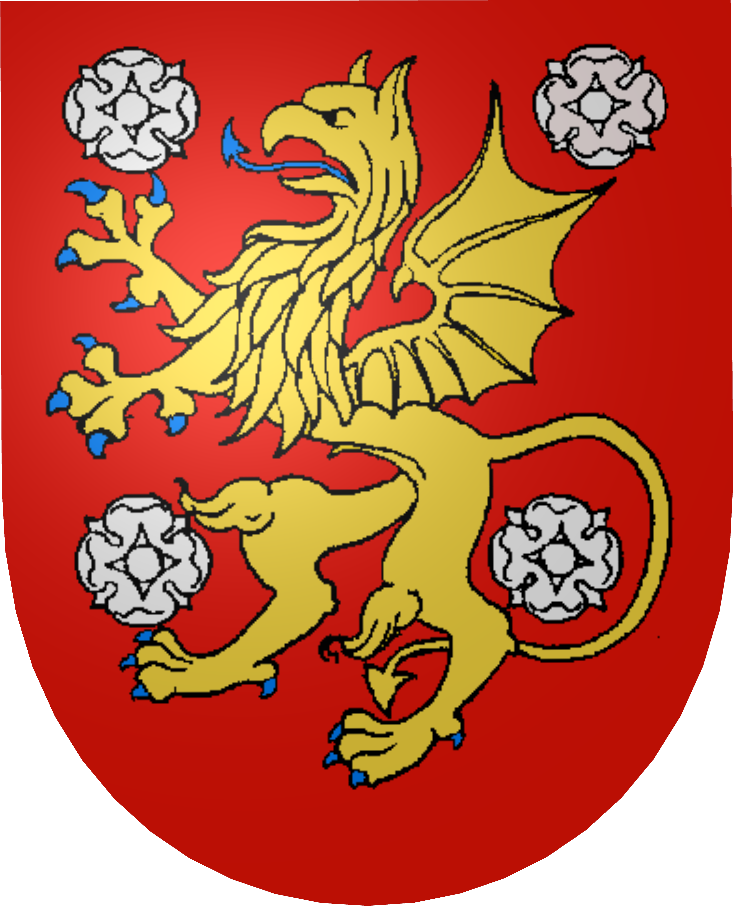
エステルイェートランド

- エステルイェートランド（スウェーデン）の紋章
Gules a Griffin with Dragon Wings, Tail and Tongue rampant Or armed, beaked, langued and membered Azure between four Roses Argent.

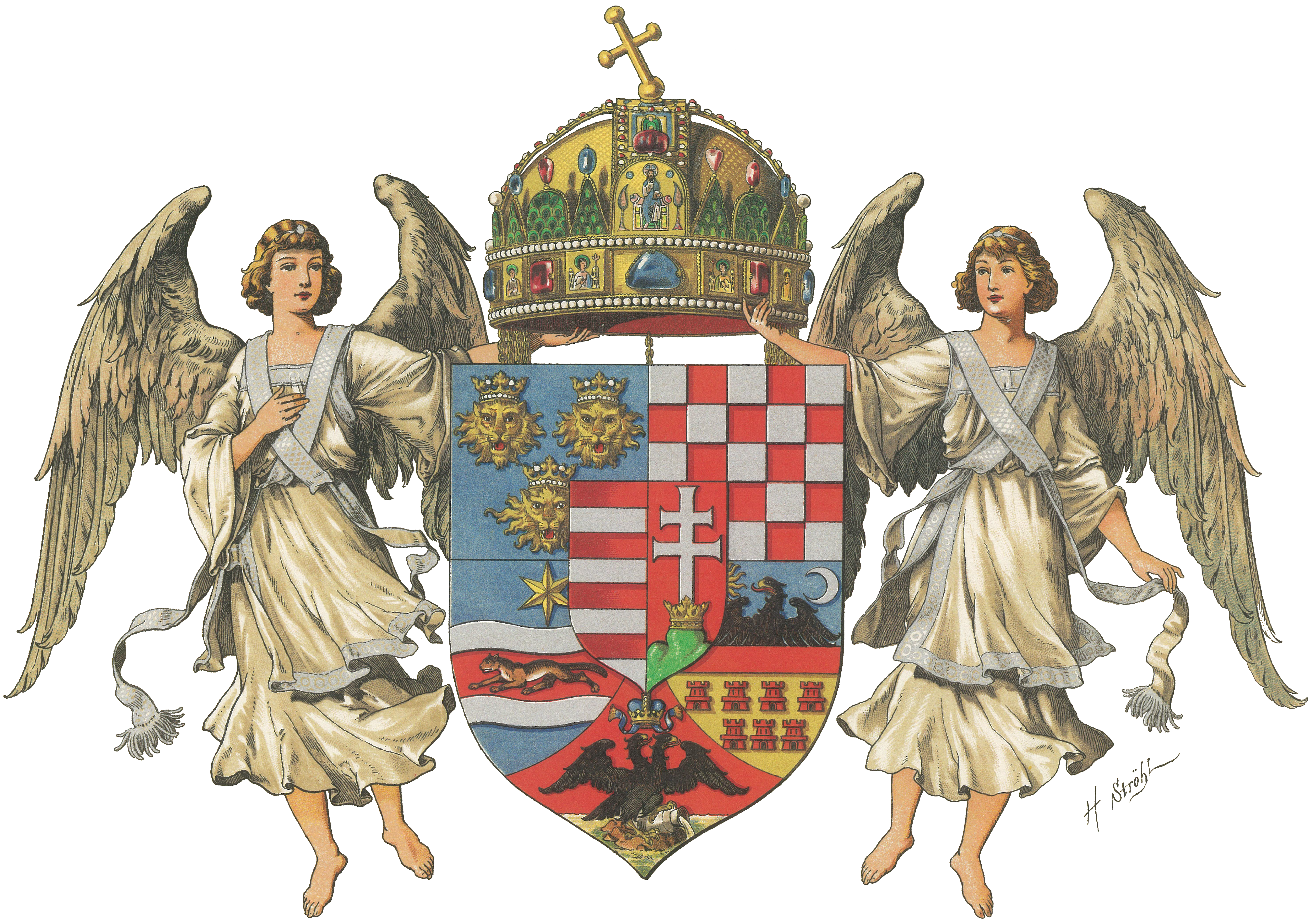
ハンガリー（1867年）

- ハンガリーの紋章（1867年）
オーストリア＝ハンガリー帝国の一部だったころのハンガリーの1867年の紋章。
Quarterly, I three lions' heads affrontes crowned Or (for Dalmatia); II chequy Gules and Argent (for Croatia); III Azure, a river in fess Gules bordered Argent, thereupon a marten proper, beneath a six-pointed star Or (for Slavonia); IV per fess Azure and Or, overall a bar Gules, in the chief a demi-eagle Sable displayed addextre of the sun in splendour, and senestre of a crescent Argent, in the base seven towers three and four, of the third (for Transylvania); ente en point Gules, a double-headed eagle Proper on a peninsula Vert, holding a vase pouring water into the sea Argent, beneath a crown Proper with bands Azure (for Fiume); overall an escutcheon barry of eight Gules and Argent impaling Gules, on a mount Vert a crown Or, issuant therefrom a double cross Argent (for Hungary).[1]